# 翘嘴蜂鸟
翘嘴蜂鸟（学名：Avocettula recurvirostris），是雨燕目蜂鸟科的一种鸟类，是翘嘴蜂鸟属（学名：Avocettula）的唯一一种。
翘嘴蜂鸟体重约4.2克，翼长约55.8毫米，嘴峰长约18.6毫米，喙宽度约2.5毫米，喙厚度约2.4毫米，跗蹠长约3.3毫米，尾长约28.9毫米。翘嘴蜂鸟在其分布区内为留鸟，其栖息在半开放的高大树木组成的森林中，食性为草食性，主要食物来源是植物的花蜜。
翘嘴蜂鸟分布于委内瑞拉东南部至圭亚那和巴西中北部；厄瓜多尔东部。该物种是单型物种，没有亚种分化。